# Liste der Kardinalskreierungen Benedikts X.
Gegenpapst Benedikt X. (1058–1059) kreierte in seinem einjährigen Pontifikat einen Pseudo-Kardinal.

## 1058
- Rainiero, Abt des Klosters Cosma e Damiano, † Oktober 1060